# Gaucher de Joigny
Gaucher de Joigny ou Gautier de Joigny (né vers 1165, † vers 1237) est seigneur de Château-Renard. Il est le fils de Renard IV de Joigny, comte de Joigny, et d'Adélaïde de Nevers (fille de Guillaume III, comte de Nevers, et de Ide de Sponheim).

## Biographie
En 1204, il sert avec son frère Guillaume, comte de Joigny sous le roi de France Philippe-Auguste lors du siège de Rouen et tous deux font partie des seigneurs qui garantissent la capitulation du roi d'Angleterre Jean sans Terre le 1er juin 1204.
En 1209, il prend part à la Croisade des albigeois, en compagnie de son neveu Guillaume II de Joigny, Pierre II de Courtenay, Hervé IV de Donzy et des évêques de Sens et de Chartres.
Durant cette croisade, il dut être proche de Simon IV de Montfort puisqu'il épousera par la suite sa fille, Amicie.
En 1212, il concourt avec les plus grands seigneurs champenois à l'ordonnance de Champagne de 1212 sur le règlement de succession des fiefs et sur les duels.
Il fut également le sénéchal de Nevers pendant le règne de la comtesse Mahaut de Courtenay.

## Mariage et enfants
Vers 1195, il épouse Adélaïde de Venizy, veuve d'André de Brienne et fille d'Anseau de Vénizy et de Isabelle de Nangis (fille de Fleury de France, lui-même fils de Philippe Ier, roi de France et de Bertrade de Montfort), mais ils n'ont pas de postérité ensemble.
Une fois veuf, il épouse vers 1226 en secondes noces Amicie de Montfort, fille de Simon IV de Montfort et d'Alix de Montmorency, dont il a deux enfants :
- Pétronille de Joigny, qui épouse Pierre de Courtenay-Champignelles de Conches (dont elle a une fille : Amicie de Courtenay, dame de Conches-en-Ouche), puis en secondes noces Henri de Sully (dont elle a trois enfants : Henry de Sully, Jean de Sully et Jeanne de Sully) ;
- Gaucher de Joigny, qui sera moine.

## Sources
- Marie Henry d'Arbois de Jubainville, Histoire des Ducs et Comtes de Champagne, 1865.
- l'abbé Carlier, Notice sur les comtes de Joigny, 1862.
- Ambroise Challe, Histoire de la ville et du comté de Joigny, 1882.